# Полет 610 на „Лайън Еър“
Самолетната катастрофа в Яванско море, Индонезия се случва на 29 октомври 2018 г., когато самолет по вътрешен полет на индонезийската авиокомпания Lion Air, планиран от международното летище Soekarno-Hatta в Джакарта до летище Depati Amir в Пангкалпинанг, се разбива 13 минути след излитането. Всички пътници и членове на екипажа загиват.

## Самолет
Самолетът е Boeing 737 MAX 8, задвижван от 2 CFM International LEAP двигателя. Самолетът е отдаден под наем от CMIG Aviation Capital и доставен на Lion Air на 13 август 2018 г. По време на инцидента, въздухоплавателното средство е прелетяло около 800 часа в експлоатация. Това е първият инцидент, включващ 737 MAX след въвеждането на типа в експлоатация на 22 май 2017 г. и най-смъртоносния, включващ Boeing 737.

## Подробности за полета
Самолетът излита от Джакарта на 29 октомври 2018 г. в 06:20 часа местно време (28 октомври 2018 г., 23:20 ч. UTC) и е насрочен да пристигне на летище Depati Amir в Пангкалпинанг в 07:20 ч. Той излиза в посока запад, преди да заобиколи от север до североизток, след което се разбива във водите на дълбочина до 35 метра. Според служител от издирвателната мисия, летателният екип е поискал разрешение да се върне на летището в Джакарта на 19 километра от полета. Мястото на катастрофата е на 34 километра разстояние от брега на остров Ява.
Комуникацията между контрола на въздушното движение (ATC) и полет 610 се разпада в 06:33 ч. ATC незабавно информира властите за инцидента и индонезийската национална агенция за търсене и спасяване, която разполага с три кораба и хеликоптер в района. В 07:30 ч. агенцията получава съобщения, че полет 610 се е разбил на няколко километра от офшорна нефтена платформа. Работниците на платформата съобщават, че самолетът е паднал стръмно с носа надолу. Лодки от платформата са били незабавно пратени и отломки от разбития самолет са намерени скоро след това.

## Пътници и екипаж
Според индонезийски служители, на борда на самолета има 189 души: 181 пътници (178 възрастни, 1 дете и 2 бебета), както и шестима кабинен екипаж и двама пилоти. Длъжностните лица потвърждават, че всички 189 пътници и екипаж на борда са загинали.

### Екипаж
Lion Air идентифицира капитана на полета като индийски гражданин, който е летял с авиокомпанията повече от 7 години и е записал около 6000 часа летателно време, а вторият пилот като индонезиец, който е регистрирал около 5000 часа. Останалите от екипажа също са индонезийци.

### Пътници
Двадесет служители на министерството на финансите, десет служители на одитния съвет на Индонезия, двама одитори от Агенцията за инспекция по финанси и развитие (ID), трима служители на Министерството на енергетиката и минералните ресурси, трима адвокати, трима служители на националната полиция, седем членове на Съвета на представителите на регионалните народни представители и трима съдии от Върховния съд на Индонезия, общо 38 граждански служители, 10 държавни служители са сред пътниците. Има двама потвърдени чужденци сред тези на борда: пилотът от Индия и един италиански гражданин, бившият професионален колоездач Андреа Манфреди (1992 – 2018).

## Издирване
Издирвателна и спасителна операция е започната от Индонезийската национална агенция за търсене и спасяване (Басарнас), с помощта на индонезийските военновъздушни сили. Басарнас изпраща около 150 души с лодки и хеликоптери до мястото на произшествието. Граждански кораби също отговарят на докладите за свален самолет, както и екипажът на влекач, AS Jaya II, съобщава на властите в Танджунк Приок, че е станал свидетел на самолетна катастрофа в 06:45 ч. и е видял отломки във водата към 07:15 ч. Отломки, за които се смята, че са от самолета, са намерени до офшорна рафинерия близо до мястото на инцидента.
Говорител на агенцията потвърждава пред репортери, че самолетът се е разбил, макар че от около 09:00 ч. служител на Танджунк Приок заявява, че не е излязла информация за състоянието на хората на борда. Мохамед Сиуаджи, ръководител на Басарнас, по-късно потвърждава, че има жертви, без да посочва колко точно.
Главният изпълнителен директор на Lion Air заявява, че същият самолет е съобщил за „технически проблем“ в неделя вечер, но му е било разрешено да излети в понеделник. Той казва, че няма да заземи останалите самолети MAX 8 във флота на Lion Air.

## Разследване
На 7 ноември Националният комитет по безопасност на транспорта потвърждава, че е имало проблеми със сензорите на полет 610. Първоначално, въздухоплавателното средство претърпява проблем с индикатора за последните 4 полета. Последният полет е от Бали до Джакарта. Мислейки, че това ще реши проблема, инженерите в Бали заменят сензора AOA на самолета. Проблемът обаче продължава да се появява. Само няколко минути след излитането, самолетът рязко пада. Екипажът на полета от Бали до Джакарта обаче успява да контролира самолета и решава да лети на по-ниска от нормалната надморска височина. След това, въздухоплавателното средство успява да кацне безопасно. Главният директор на Националния комитет по безопасност на транспорта заявява пред пресата, че бъдещи доклади или действия, предприети за предотвратяване на подобни проблеми на подобни самолети, ще бъдат насочени към Boeing и американските авиационни власти.